# 莱皮亚尔
莱皮亚尔（法語：Les Piards，法語發音：[le pjaʁ]）是法国汝拉省的一个旧市镇，位于该省南部，属于圣克洛德区。2019年，莱皮亚尔和市镇比耶讷河畔维拉尔并入市镇楠谢。

## 地理
莱皮亚尔（46°29'44"N, 5°49'43"E）面积5.29 平方千米，位于法国勃艮第-弗朗什-孔泰大區汝拉省，该省份为法国东部内陆省份，北起上索恩省，西北接科多尔省，西临索恩-卢瓦尔省，南至安省，东与杜省和瑞士接壤。
与莱皮亚尔接壤的市镇（或旧市镇、城区）包括：普雷诺韦勒、沙泰勒德茹、莱克罗泽、埃蒂瓦勒、莱谢尔。
莱皮亚尔的时区为UTC+01:00、UTC+02:00（夏令时）。

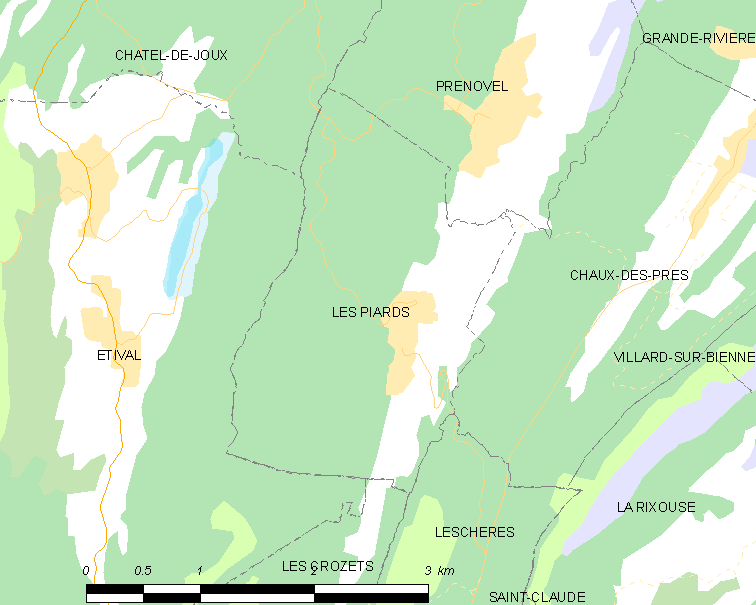
莱皮亚尔的OSM定位图

## 行政
莱皮亚尔的邮政编码为39150，INSEE市镇编码为39417。

## 政治
莱皮亚尔所属的省级选区为圣洛朗昂格朗沃县。

## 人口

1962-2008年间莱皮亚尔人口变化图示

莱皮亚尔于2018年1月1日时的人口数量为182人。